# Agrotis benefida
Agrotis benefida là một loài bướm đêm trong họ Noctuidae.